# シボレー・HHR
HHRは、GMが製造しシボレーブランドで販売していた自動車である。

## 概要
2005年のロサンゼルスオートショーで2006年モデルとして発表された。シボレー・コバルトなどと同じGMデルタ・プラットフォームを採用している。
デザインは1949年型シボレー・サバーバンをモチーフに現代風にアレンジしたものだが、そのコンセプトも含めてクライスラー・PTクルーザーに酷似していると批判された。ちなみにHHRの担当デザイナーはそのPTクルーザーをデザインしたブライアン・ネスビットである。
エンジンはコバルト同様直列4気筒エコテックで、2.2L（LSとLT）と可変バルブ機構付き2.4L（2LT）の2種類が用意される。
生産はメキシコのラモスアリスペ工場で行われている。GMは年間6万台の販売を見込んでいたが、初年度は9万3千台以上を販売し、まずまずのヒット作となった。
北米以外では、欧州や日本などへ輸出されているが、右ハンドル仕様は生産されていないため、イギリスなどでは販売されていない。日本市場には三井オートモーティブによって2007年春から発売が開始された。なお2009年9月には2シーター仕様の「PANEL」も輸入開始。これは「LS」をベースにリアシートを廃してラゲッジスペースとし、リアとカーゴルームのウィンドウはパネルに差し替えられ、ペインティングなどのカスタマイズに対応できるというのがウリである。価格は299万2500円。

## 車名の由来
- HHRはHeritage High Roofの略。